# シュタイン (ミッテルフランケン)

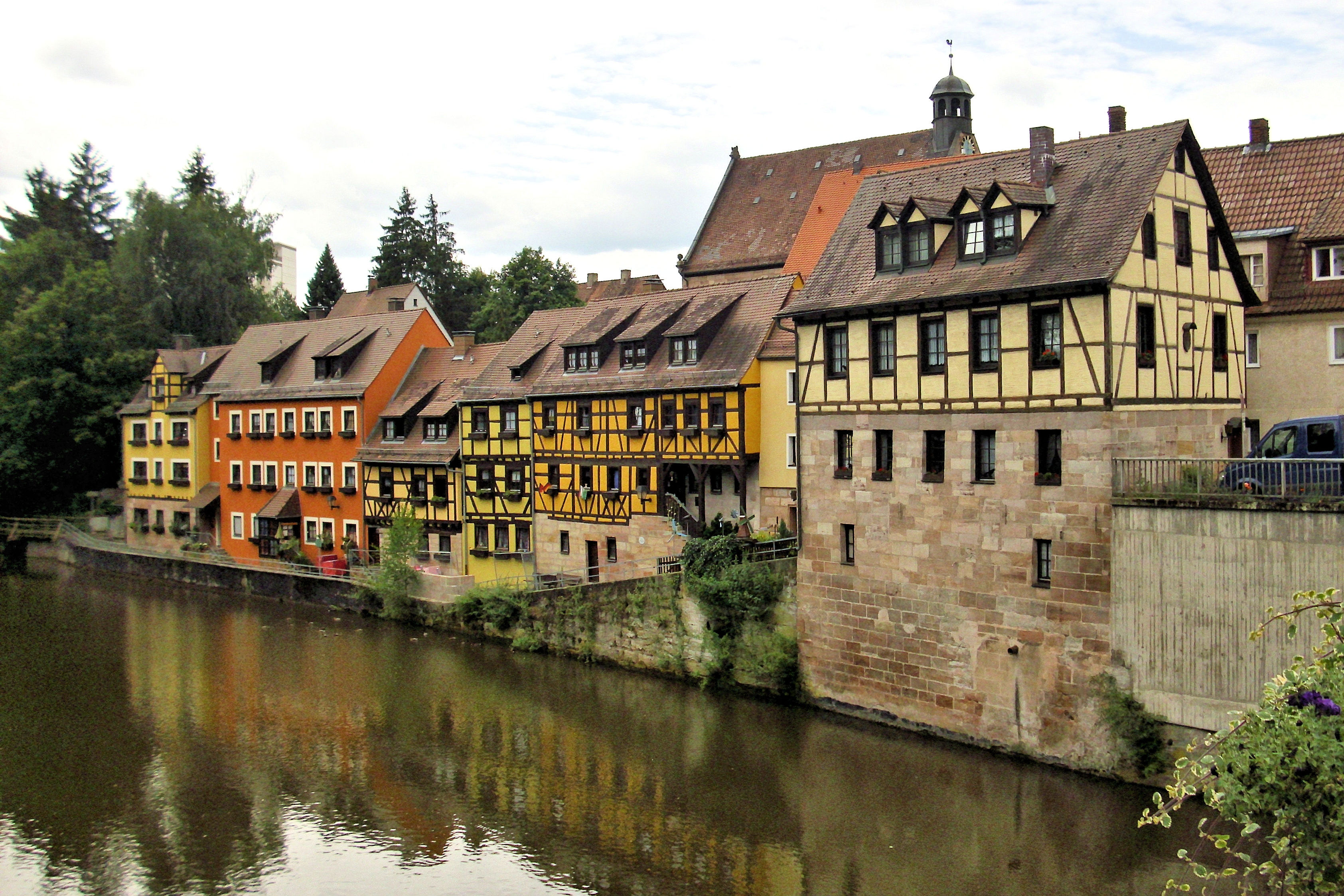
レドニッツ川沿いの木組み建築

シュタイン (ドイツ語: Stein, ドイツ語発音: [ʃta‿in]、東フランケン方言: Schdah) はドイツ連邦共和国バイエルン州ミッテルフランケン行政管区のフュルト郡に属す市である。本市は、ニュルンベルクと直接市境を接しており、レドニッツ川が流れている。

## 地理

### 位置
シュタインはニュルンベルクの南西、レドニッツ川の左岸に位置している。レドニッツ川は、本市の北数kmのフュルト市内でペグニッツ川と合流し、レグニッツ川となる。

### 隣接する市町村
隣接する市町村は北から時計回りに以下の通りである: ニュルンベルク、ロール、ロスタール、ツィルンドルフ、オーバーアスバッハ。

### 市の構成
本市は以下の10地区からなる:
| - バーテルスドルフ - エッカースホーフ - グッツベルク - ロッホ - オーバービューフライン | - オーバーヴァイアースブーフ - ジッヒャースドルフ - シュタイン - ウンタービューフライン - ウンターヴァイアースブーフ |

フュルト郡地図

かつて存在していたドイテンバッハ市区は公式には廃止されたが、道路標識、サッカークラブ STV ドイテンバッハやドイテンバッハ消防団、ドイテンバッヒャー通り（ニュルンベルク＝クロッテンバッハ地区の通り名）や地元での呼び名に生き続けている。市区の入り口は標識で示されている。ドイテンバッハという名称はさらに、乗合バスの停留所にも使われている。ファーバー＝カステルの本社複合体やファーバーシュロスが位置するレドニッツ川の東岸の市域であるシュピッツガルテン市区の名称も現在は使われていない。地元の人の会話に時折習慣的に現れるフェルゼン市区は、フェルゼン通りにその名を留めている。これらの通りは、レドニッツ通りやカステル通りと同様に市境を越えてニュルンベルクに通じている。

## 歴史

### 町の形成まで
この集落は、1227年に landriht zv dem Staine（シュタインの地方裁判所）として初めて文献に記録されている。この名称はおそらく、13世紀から存在した、レドニッツ橋のゲリヒトシュタインから転じたものである。ここでは、1296年と1297年にも zu der steinbruke の法廷が開かれた。

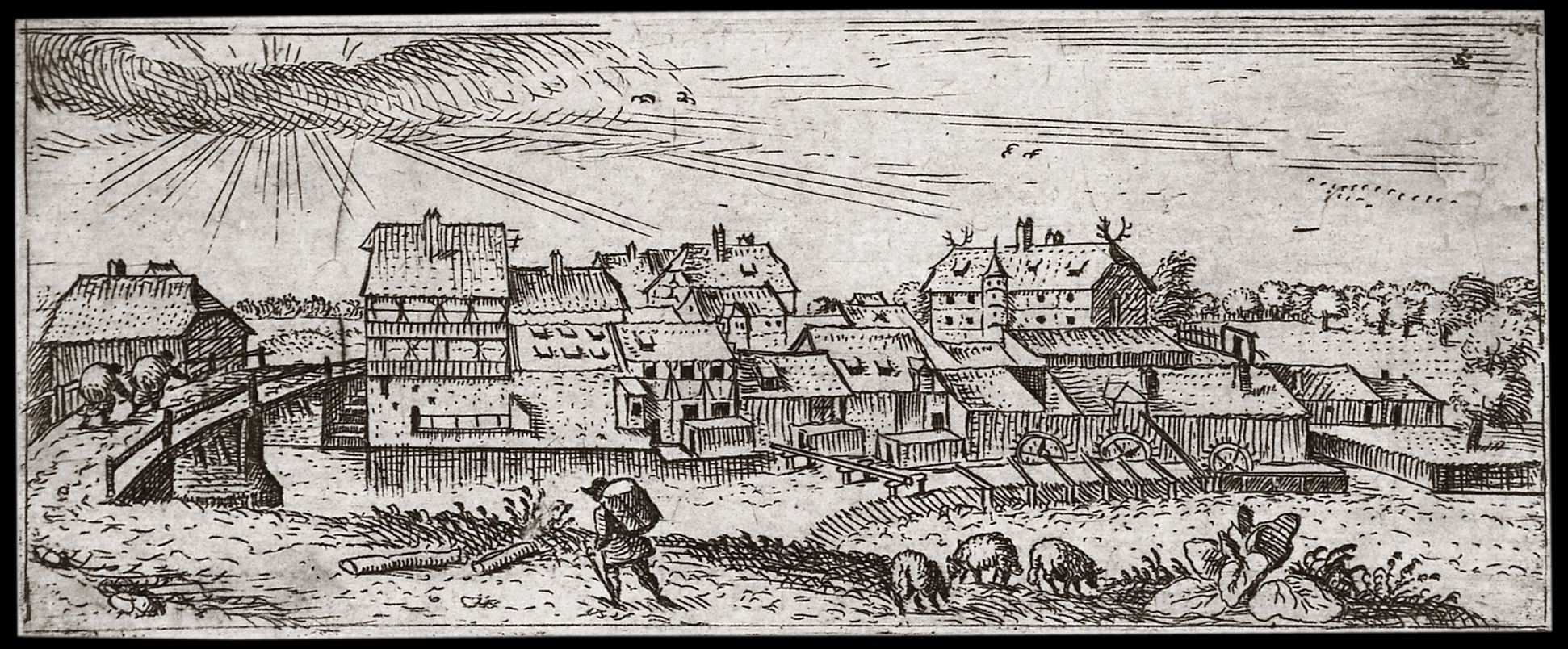
1590年頃のシュタイン・バイ・ニュルンベルク

その後数世紀の間この集落は成長していったが、1499年にクンツ・ショットによって破壊された。復興後シュタインは、約50年後の1552年に第二次辺境伯戦争によって再び破壊された。その後の復興は1560年代まで続いた。シュタインの三度目の破壊は、三十年戦争中の1632年に起こったツィルンドルフ近郊アルテ・フェステの戦いによるものであった。戦後1660年に、現在のアルター・キルヒプラッツ（旧教会広場）に福音主義改革派の教会が建設された。
1719年から最初の鉛筆製造業者がシュタインにあった。この会社は1758年にカスパー・ファーバーとしてシュタインに拠点を置き、これが大企業ファーバー＝カステルの基盤となった。
18世紀末、シュタインには38戸が存在した。高等裁判権はブランデンブルク＝アンスバッハ侯領のリヒターアムト（判事局）ロスタールが行使した。行政権は、ヘロルツベルク騎士領に属すニュルンベルクの世襲領主ゴイダー家が有した。土地領主としては、ゴイダー家、グーゲル家、エルハーフェン家があった。

### 19世紀から20世紀
1806年にシュタインはバイエルン王国に移管された。市町村令に伴い、1808年にシュトイアーディストリクト（徴税区）シュタインが形成された。この徴税区には、オーバーヴァイアースブーフ、シュピッツガルテン、ウンターヴァイアースブーフが属した。同じ年にルーラルゲマインデ（市町村にあたる）シュタインが形成されたが、その管轄範囲は上記の徴税区と同じであった。この町は、行政と司法はニュルンベルク地方裁判所の下、財政上はレントアムト（財務局）フュルトの下に置かれた。世襲裁判所の管轄としては、1821年から1848年までゲーバースドルフ世襲裁判所の下に1か所、1823年から1848年までシュタイン世襲裁判所の下に27か所の屋敷が置かれていた。1841年12月4日にルーラルゲマインデ・ヴィアースブーフが形成された。これにはオーバーヴァイアースブーフとウンターヴァイアースブーフが属した。1862年からベツィルクスアムト（地方行政局）ニュルンベルクがこの町を管轄した。司法上は1880年からニュルンベルク区裁判所の管轄下に属した。財務行政は、1870年からレントアムト・ニュルンベルク（1920年からフィナンツアムト・ニュルンベルクと改名）が担った。1961年時点のこの町の面積は 9.117 km2 であった。
1861年に、マルティン＝ルター広場に新しい福音主義ルター派教会マルティン＝ルター教会が完成した。

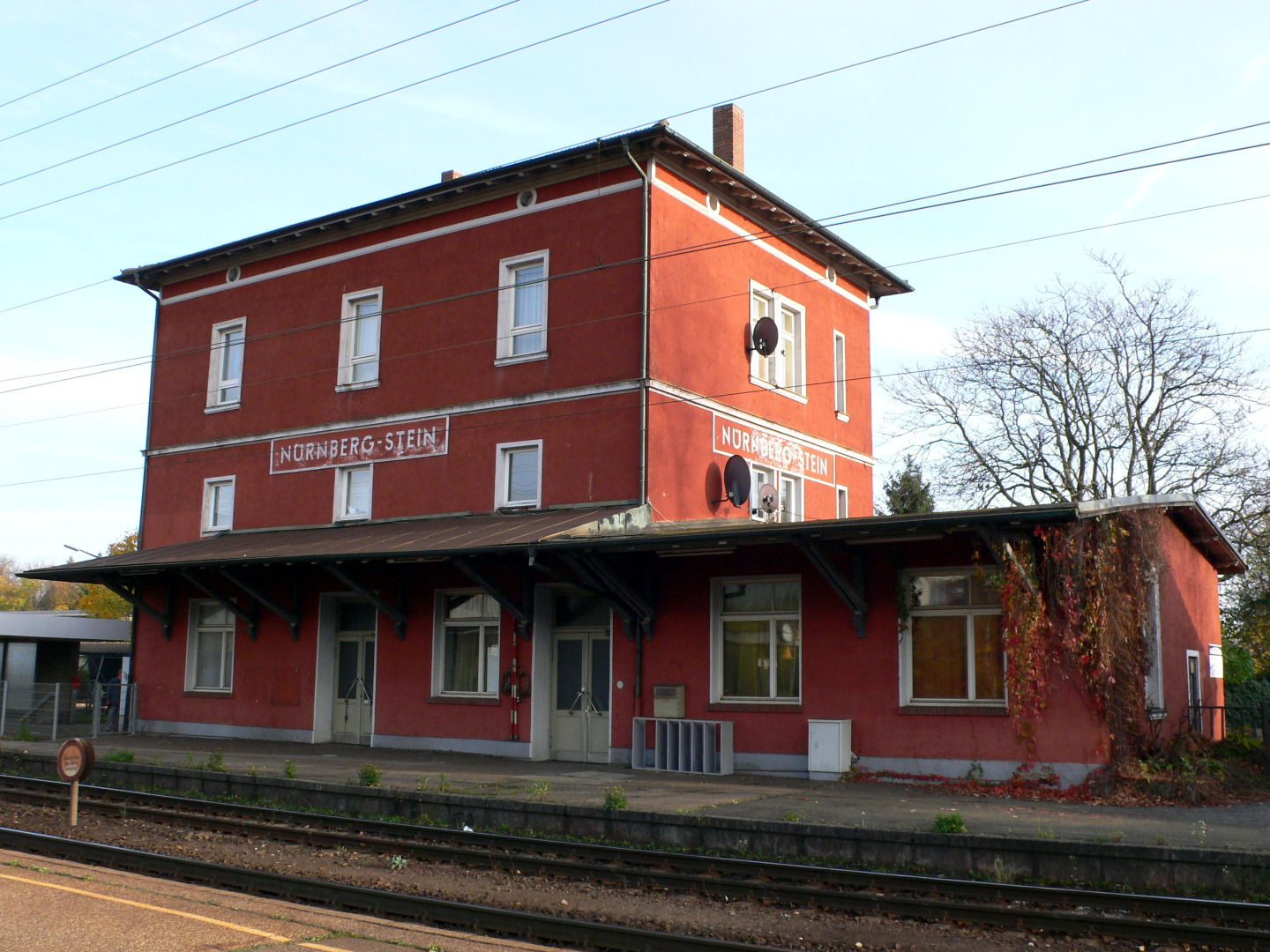
ニュルンベルク＝シュタイン駅

この町は、1875年にアンスバッハへの鉄道路線上のニュルンベルク＝シュタイン駅開業により、鉄道網に接続した。1889年、シュタインのレドニッツ橋が新設され、交通インフラストラクチャが強化された（新レドニッツ橋の完成は1971年）。1926年にニュルンベルク＝フュルター・シュトラーセンバーンによって、ニュルンベルク＝シュヴァイナウ - シュタイン (キルヒェ) 間の乗合バスが開業した。5年後にメインストリートが敷石で舗装された。第二次世界大戦後の復興後、1949年にニュルンベルク＝シュヴァイナウとシュタイン (ローゼンシュトラーセ) との間でトロリーバスが運行を開始した。トロリーバス路線は1962年に再び廃止された。
1906年にファーバーシュロスが完成した。ニュルンベルク継続裁判（1945年11月20日 - 1949年4月14日）のために、アーネスト・ヘミングウェイがジャーナリスト兼レポーターとして、シュタインのファーバー＝カステル城に滞在した。ファーバー＝カステル城は、国際弁護士や裁判のレポーターの宿泊施設として利用されていた。ジョン・スタインベックもその1人であった。1953年に、最後のアメリカ軍の占領兵士がこの城を明け渡した。城はそれまで報道拠点として利用されていた。1957年に新しい町役場が完成した。ゲーテリング周辺の衛星都市は、1973年に完成した。
1922年にシュタインをニュルンベルクに合併するという議論が起こったが、実行されなかった。1972年7月1日にシュタインは、バイエルン州の地域再編に伴い、ニュルンベルク郡からフュルト郡に移管された。1977年4月1日に、シュタイン・バイ・ニュルンベルクは公式にシュタインと改名され、1977年5月6日に「市」となった。
1979年、屋外プール「パーム・ビーチ」によってレジャー施設が完成した。1993年にはハインツ・シュタインハルトが所有者となった。
1982年にギムナジウム・シュタインが完成した。新しいカトリック教会聖アルベルトゥス・マグヌス教会は1989年に、ドイテンバッハ地区の福音主義パウル＝ゲルハルト教会は1992年に完成した。

### 市町村合併
1992年に、廃止された自治体ドイテンバッハ（シュヴァーバッハ郡）の一部が合併した。1927年には、1870年までオーバーヴァイアースブーフに属していたヴァイアースブーフが加わった。1967年に、それまでシュヴァーバッハ郡に属してたベルテルスドルフとエッカースホーフが合併した。フュルト郡に属していたグッツベルクは1972年7月1日に合併した。同時にシュタインがフュルト郡に移管されたため、グッツベルクの所属する郡は変更されなかった。

## 住民

### 人口推移
| 年   | 1818   | 1840   | 1852   | 1861   | 1867   | 1871   | 1875   | 1880   | 1885   | 1890   | 1895   | 1900   | 1905   | 1910   | 1919   | 1925   | 1933   | 1939   | 1946   | 1950   | 1961  | 1970   | 1987   | 1995   | 2008   | 2017   |
| 人口 | 796    | 657    | 873    | 897    | 1,098  | 1,320  | 1,432  | 1,698  | 1,855  | 2,054  | 2,048  | 2,064  | 2,295  | 2,400  | 2,284  | 3,015  | 4,079  | 4,967  | 6,326  | 6,672  | 7,455 | 9,167  | 13,267 | 14,116 | 13,895 | 13,916 |
| 戸数 | 74     | 49     |        |        |        | 97     |        |        | 123    |        |        | 164    |        |        |        | 242    |        |        |        | 590    | 926   |        | 2,416  |        |        | 2,993  |
| 出典 | [ 13 ] | [ 14 ] | [ 15 ] | [ 16 ] | [ 15 ] | [ 17 ] | [ 15 ] | [ 15 ] | [ 18 ] | [ 15 ] | [ 15 ] | [ 19 ] | [ 15 ] | [ 15 ] | [ 15 ] | [ 20 ] | [ 15 ] | [ 15 ] | [ 15 ] | [ 21 ] | [ 8 ] | [ 22 ] | [ 23 ] |        | [ 24 ] | [ 24 ] |

## 行政

### 市議会
市議会は24議席で構成されている。

### 首長
シュタインの首長（町長および市長）を列記する。
- 1966年 - 1978年　ヨーゼフ・デュンメルベック (Freie Wähler)
- 1978年 - 1990年　アルフレート・シュスター (Freie Wähler)
- 1990年 - 1996年　ヴェルナー・ビーヴァルト (CSU)
- 1996年 - 2008年　ベルンハルト・ゴットベヒュート (FDP)
- 2008年 - 　クルト・クレーマー (SBG)

### 姉妹都市
- ゲレ（フランス、クルーズ県）1990年7月8日[26]
- フランケンシュタイン/フォークトラント（ドイツ語版、英語版）（ドイツ、ザクセン州）1990年11月9日[27]
- プツク（ドイツ語版、英語版）（ポーランド、ポモージェ県）2004年5月1日[28]

## 文化と見所

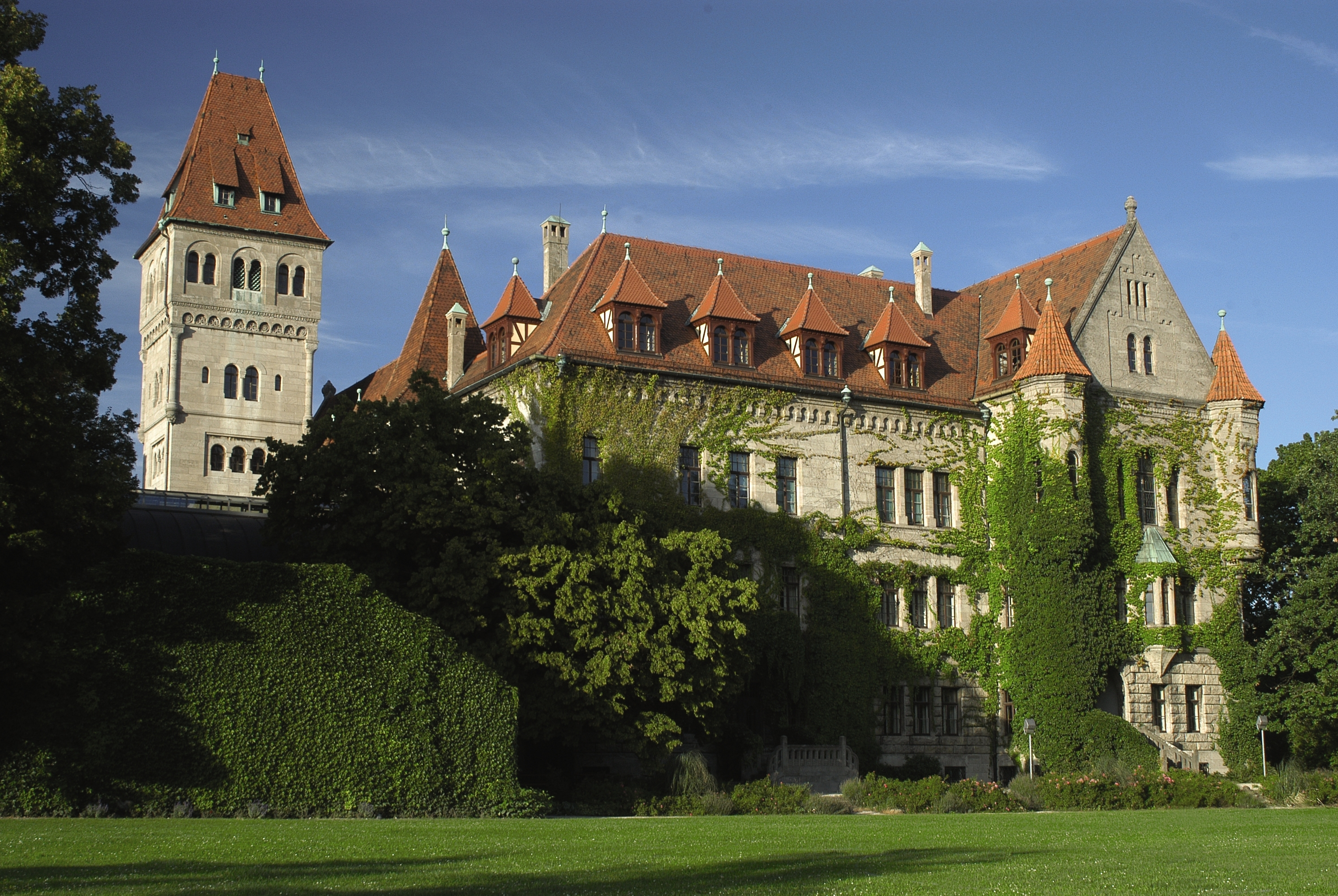
ファーバーシュロス

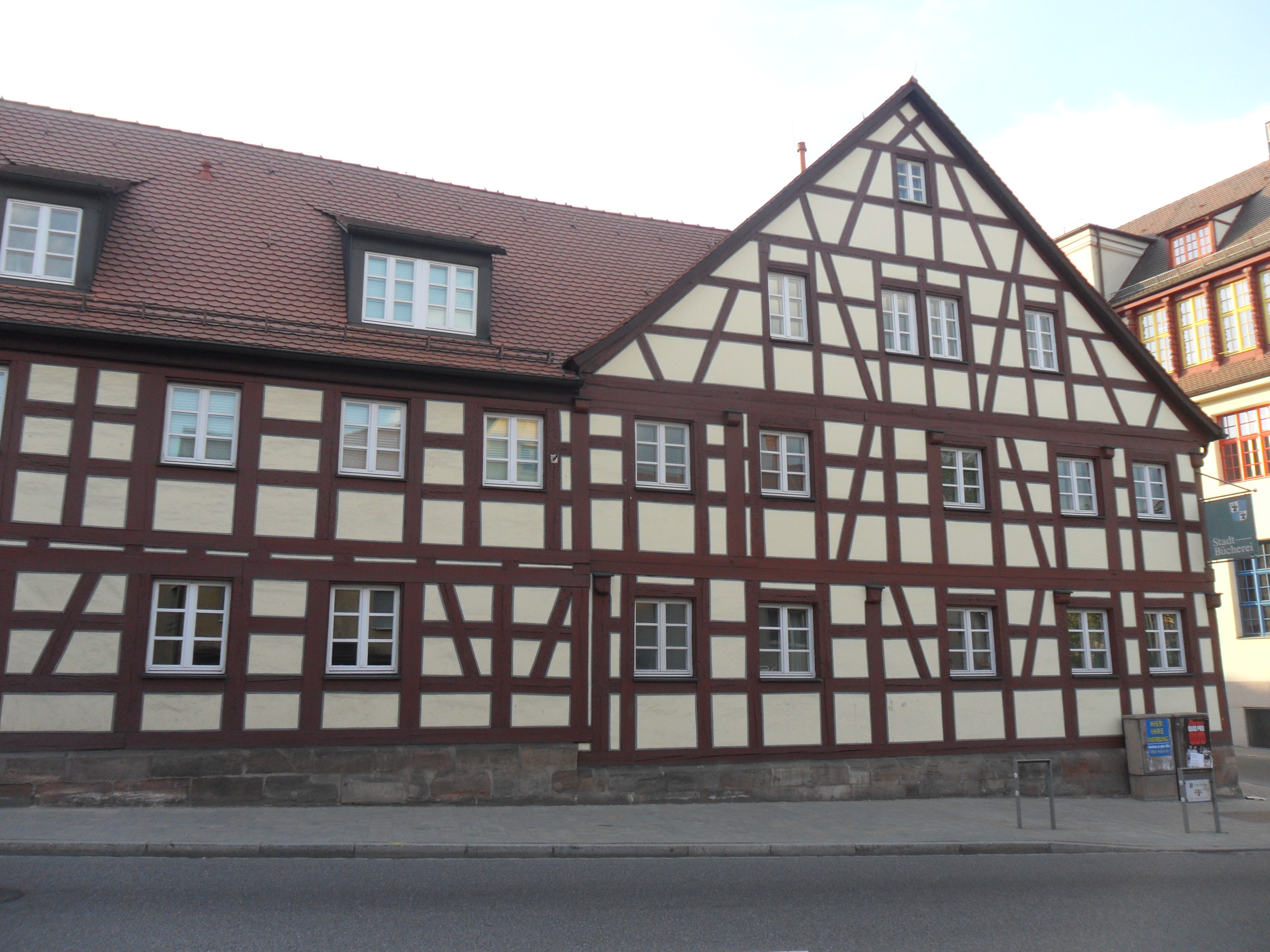
シュタイン郷土博物館

ファーバー＝カステルに関連した建築、施設が印象的である。レドニッツ川沿いの工場施設は、主に19世紀の建造物からなり、20世紀にたびたび増改築が繰り返された。
特に印象的なのがファーバーシュロスの歴史的な城館複合体（19世紀から20世紀初頭）である。この城館は、ネオルネサンス様式の古い部分と、古くはネオロマネスク様式で建てられた新城館からなる。代表的な部屋のいくつかは、当時の傑出した建築家ブルーノ・パウルによって設計された。広大な庭園（ファーバーパーク）は20世紀後半にバイエルン州およびニュルンベルク市に譲渡された。
福音主義のマルティン＝ルター教会とその北側に連なる墓地の建物は、歴史主義様式に属す。
ニュルンベルク自然史協会が運営するレドニッツグルントには、保養・レジャープール「クリスタル・パーム・ビーチ」、青年の家、フライラント水族館およびテラリウムがある。2015年にシュタイン・フライラント水族館および同テラリウムは、その90年の歴史を回顧する展示を行った。

### 博物館
シュタイン郷土博物館は、1635年に建設された最も古い建物内に、2008年5月31日に開設された。レドニッツ川西岸に博物館「アルテ・ミーネ」がある。ここでは爆弾製造が見学できる。この博物館は、北バイエルン工業街道の一部である。

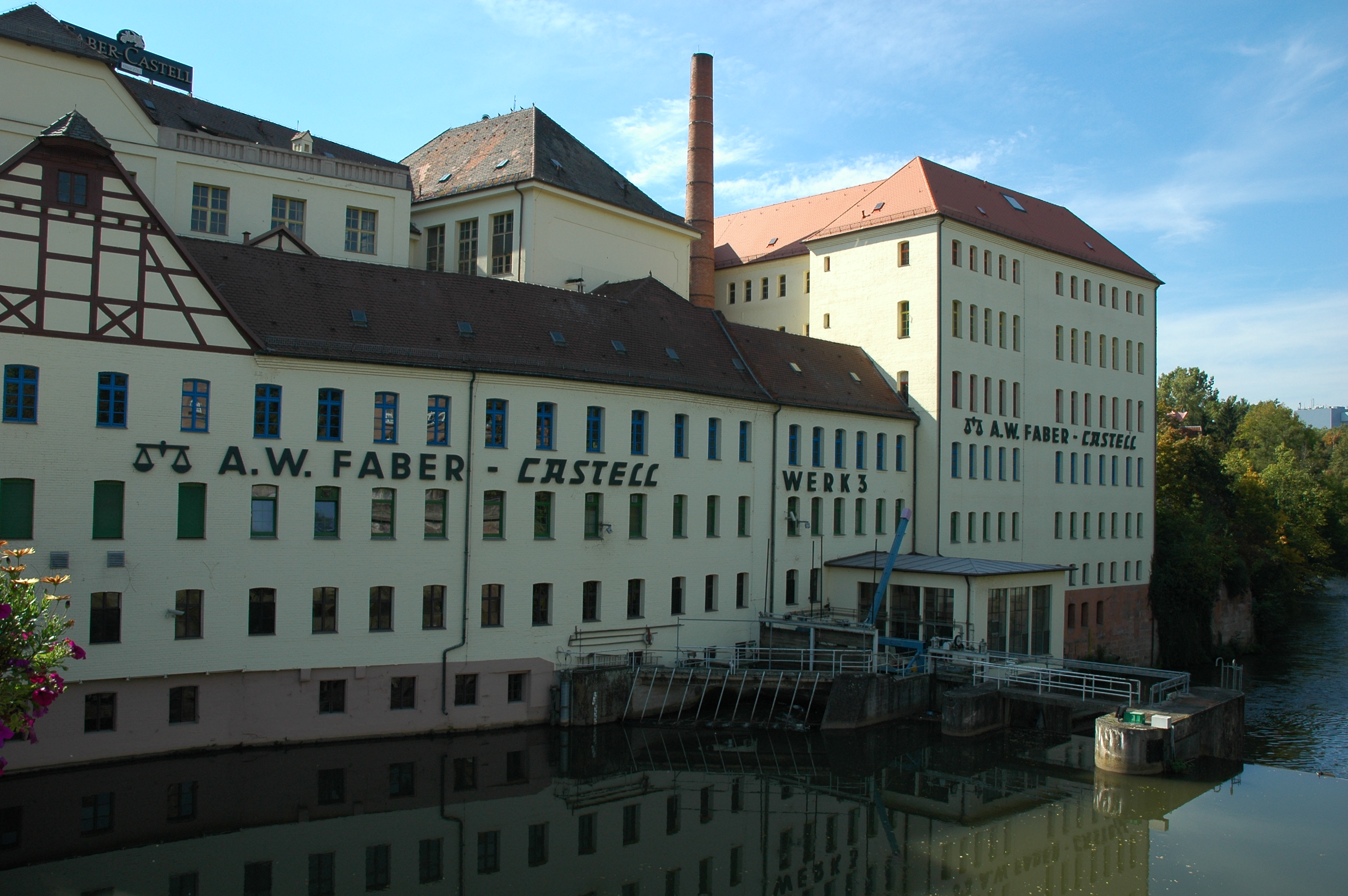
ファーバー＝カステルの工場
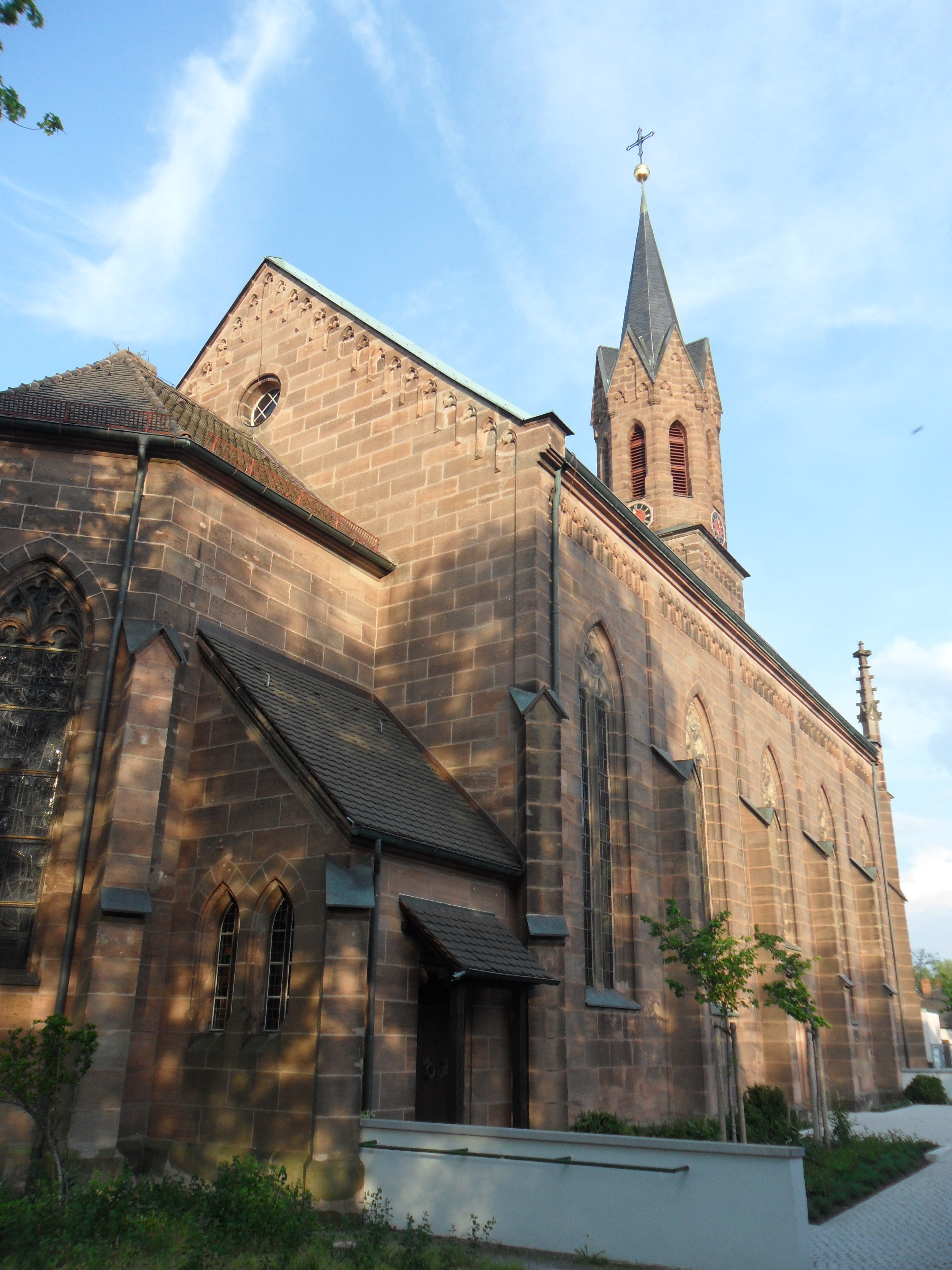
マルティン＝ルター教会

### イベント
シュタインは5月に「文化の春・市祭」を祝う。3日間のこのイベントでは、数多くの団体や施設が参加するファミリー都市ラリーが開催される。これと並行して、様々な展覧会が、多くは市庁舎やアカデミー・ファーバー＝カステルで、さらにはショッピングセンター FORUM でも開催される。土曜の夜には、メクレンブルガー広場で「文化の春」が開催される。ここではコメディーや音楽関係の様々な公演が行われる。市祭の日曜日には通常、商店が開いた日曜日となる。
6月には「デア・シュタットパルク・クリングト」（直訳: シュタットパルクが鳴り響く）が開催される。このイベントでは、シュタインのシュタットパルクで様々なグループや演奏者が、アコースティックな音楽を演奏する。「デア・シュタットパルク・クリングト」は無料で入場できるので、レドニッツグルントの高台にある小さな、牧歌的なシュタットパルクを、音楽を聴きながら散策することができる。
1996年から農民市が開催されている。第1回は1996年3月30日に開催された。農民市は、最初の5年間はマルティン＝ルター教会前で開催されていた。第20回の農民市は、2016年9月24日にメクレンブルガー広場で開催された。
毎年ファーバー＝カステルの敷地内で城館コンサートが開催される。

### クラブ
STV ドイテンバッハ 1961 e.V. は1961年7月に設立された。トゥルン・ウント・シュポルトフェライン・シュタイン 1875 e.V. は、バスケットボール、ハンドボール、卓球、体操、バレーボールなど多くの部門を有している。

### 自然保護区
シュタイン町域北西部に、全国的に重要な砂地の草原であるハインベルク自然保護区がある。

## 経済と社会資本
シュタインは、中世末期頃からブライシュティフトミューレ（直訳: 鉛筆水車）で知られており、現在も鉛筆製造で有名である。この街は筆記具メーカーのファーバー＝カステルの本社所在地である。2015年11月にショッピングセンター「フォーラム・シュタイン」がかつての「メーベル・クリューゲル」の敷地跡に建設された。

### 交通

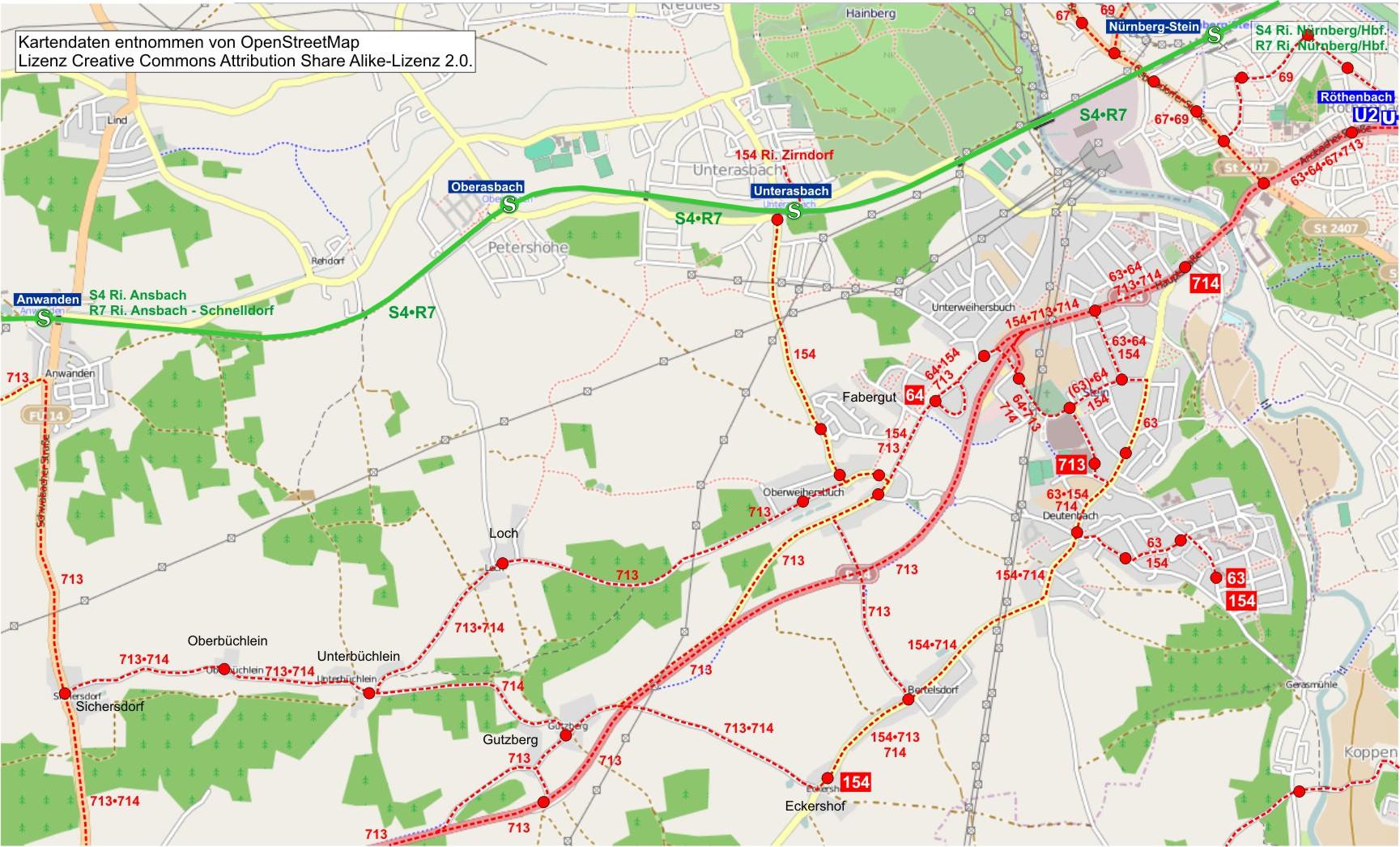
シュタイン周辺の近郊交通機関網

#### 道路
市内を連邦道 B14号線が通っており、ジュートヴェストタンジェンテ（自動車道）のニュルンベルク＝シュヴァイナウ・インターチェンジで自動車道・アウトバーン網に接続している。連邦道 B14号線は、ニュルンベルク方面およびアンスバッハ方面への通り抜け交通により非常に通行量が多い。市町村連絡道は西のウンターアスバッハへ、別の市町村連絡道は南のドイテンバッハに通じている。

#### 鉄道
地域鉄道のアクセスは、ニュルンベルク＝シュタイン駅を介するが、この駅はニュルンベルクとの市境から離れた市外のニュルンベルクのゲーバースドルフ地区にあり、鉄道ニュルンベルク - クライルスハイム線に面している。この路線をニュルンベルクSバーンの S4号線（ニュルンベルク中央駅 - アンスバッハ）が運行している。シュタインの近くでは、隣のウンターアスバッハに同じ路線の駅が存在する。

#### 近郊交通
シュタインは、ニュルンベルク広域交通連合 (VGN) の地域内にあり、VGN-乗合バスの63号、64号で、公共近郊交通網に接続する。両路線は、ニュルンベルク側はU-バーン U2号線のレーテンバッハ駅に接続している。また、地域バス路線154号と713号およびデマンドバス714号が郊外の市区とS-バーン S4号線に接続する駅とを結んでいる。金曜日と土曜日の夜間には夜行乗合バス N7号 (VAG) がニュルンベルク中央駅からシュタイン経由でロスタールへ運行している。
U2号線をこれまでの終点レーテンバッハからシュタイン市内まで延長する長期計画がある。このプロジェクトの資金調達は長らく明らかではなく、中期での実現の可能性は低い（2011年現在）。

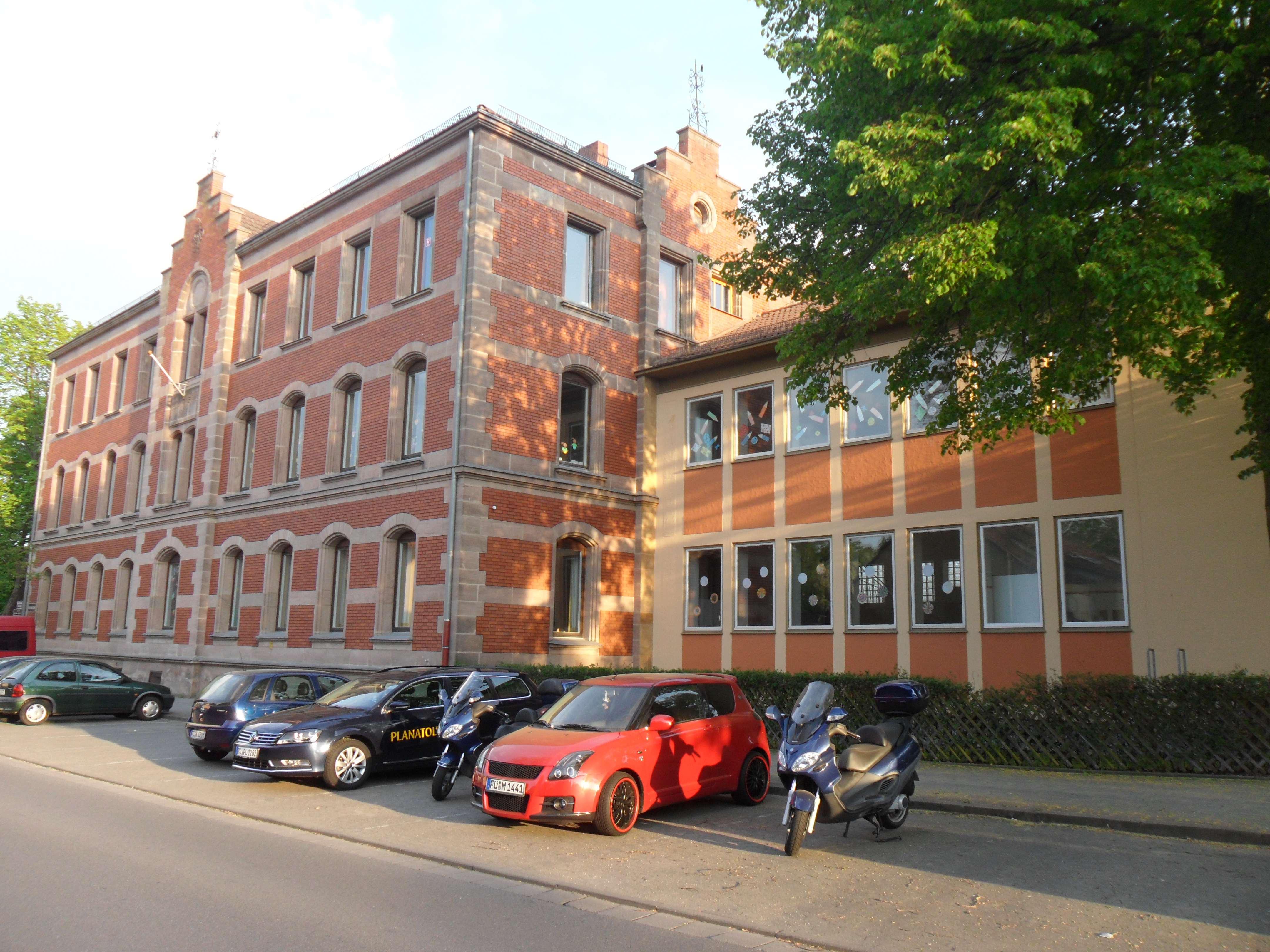
シュタイン基礎課程学校

### 教育機関
シュタインには、基礎課程学校 1校、中等学校 1校、ギムナジウム 1校、フュルト緊急医療労働共同体 e.V. の救難補助のための私立職業専門学校シュタインがある。アカデミー・ファーバー＝カステルは、造形美術とデザイン分野の学習課程を持つ芸術、文化、デザインのためのアカデミーである。シュタイン市民大学は成人のための教育機関である。1991年からシュタイン音楽学校もある。

## 人物

### 出身者
- ロタール・フォン・ファーバー（ドイツ語版、英語版）（1817年 - 1896年）企業家
- ダグマー・ヴェールル（ドイツ語版、英語版）（1954年 - ）政治家

### ゆかりの人物
- マクシミリアン・マーテラー（1995年 - ）テニス選手

## 参考図書
- August Gebeßler (1961). Landkreis Nürnberg. Bayerische Kunstdenkmale. 11. München: Deutscher Kunstverlag. pp. 67–69
- Gerhard Hirschmann (1962). Stein bei Nürnberg – Geschichte eines Industrieortes. Nürnberg: Frankenverlag Spindler. pp. 259-
- Gerhard Hirschmann (1991). Stein – vom Industrieort zur Stadt (2 ed.). Nürnberg: Lorenz Spindler Verlag. p. 313
- Hanns Hubert Hofmann (1954). “Nürnberg-Fürth”. Historischer Atlas von Bayern, Teil Franken. I, 4. München: Komm. für Bayerische Landesgeschichte. p. 174 2019年12月27日閲覧。
- Hanns Hubert Hofmann (1954). “Nürnberg-Fürth”. Historischer Atlas von Bayern, Teil Franken. I, 4. München: Komm. für Bayerische Landesgeschichte. pp. 245-246 2019年12月27日閲覧。
- Georg Büttner; Waldemar Knaupp (1999). Stein an der Rednitz in alten Bildern
- Wolf-Armin von Reitzenstein (2009). “Oberfranken, Mittelfranken, Unterfranken”. Lexikon fränkischer Ortsnamen. Herkunft und Bedeutung. München: C. H. Beck. pp. 213–214. ISBN 978-3-406-59131-0
- Werner Sprung (1983). Rund um Stein – Die Geschichte der eingemeindeten Ortschaften. Schriftenreihe der Altnürnberger Landschaft. 31. Korn & Berg, Nürnberg. ISBN 978-3-87432-093-1

これらの文献は、翻訳元であるドイツ語版の参考文献として挙げられていたものであり、日本語版作成に際し直接参照してはおりません。